# Premios Jorge Newbery
Los Premios Jorge Newbery son entregados anualmente por el Gobierno de la Ciudad de Buenos Aires a los deportistas más destacados del año anterior. El premio máximo es el Jorge Newbery de Oro. Lleva el nombre de Jorge Newbery (1875-1914), porteño que fue as de la aviación mundial y precursor del deporte en Argentina. 

## Los distintos premios
La premiación consta de un Premio Jorge Newbery de Oro, al deportistas o equipo de deportistas más destacado del año, premios Jorge Newbery de Plata, a los deportistas más destacados en cada deporte y premios Jorge Newbery de Bronce, a personalidades del deporte, destacados por su trayectoria.
Se entregan 55 premios Jorge Newbery de Plata, correspondientes a las disciplinas deportivas organizadas por federaciones que actúan en la ciudad.
1. Fútbol Masculino: (AFA)
2. Fútbol Femenino: (AFA)
3. Futsal: (AFA)
4. Hockey sobre césped: Asociación Amateur de Hockey sobre Césped
5. Softbol: Asociación de Softbol de Buenos Aires
6. Tenis: Asociación Argentina de Tenis
7. Básquetbol: Asociación Femenina Metropolitana de Básquetbol
8. Polo: Asociación Argentina de Polo
9. Pádel: Asociación Argentina de Pádel
10. Hipismo: Comisión de Carreras del Hipódromo de Palermo
11. Automovilismo: Comisión Automovílistica (ACA)
12. Deportes de sordos: Confederación Argentina Deportiva de Sordos
13. Canotaje: Federación Argentina de Canoas
14. Tiro: Federación Metropolitana de Tiro
15. Yacthing: Federación Argentina de Yachting
16. Ajedrez: Federación Metropolitana de Ajedrez
17. Tenis de mesa: Federación de Tenis de Mesa de la Ciudad de Bs As y Conurbano
18. Judo: Federación Metropolitana de Judo
19. Balonmano: Federación Metropolitana de Balonmano
20. Triatlón: Federación Argentina de Triatlón
21. Equitación: Federación Ecuestre Argentina
22. Boxeo: Federación Argentina de Boxeo
23. Tenis adaptado: Asociación Argentina de Tenis Adaptado
24. Taekwondo: Federación Metropolitana de Taekwon-do
25. Gimnasia: Federación Metropolitana de Gimnasia
26. Cestoball: Federación de Cestoball
27. Atletismo: Federación Atlética Metropolitana
28. Bochas: Federación Argentina de Bochas
29. Karate: Federación de Karate de la Ciudad de Bs As
30. Ciclismo: Asociación Metropolitaba de Ciclismo
31. Deportes en silla de ruedas: Federación Argentina de Deportes sobre Silla de Ruedas
32. Pato: Federación Argentina de Pato
33. Kung fu: Federación Argentina de Wushu- Kung Fu
34. Esquí acuático: Federación de Esquí Náutico y Wakeboard
35. Squash: Asociación Metropolitaba de Squash
36. Billar: Federación de Billar
37. Esgrima: Federación de Esgrima
38. Tiro con arco: Federación Argentina de Tiro con arco
39. Básquet masculino: Federación de Básquet Masculino
40. Pelota vasca: Federación Metropolitana de Pelota
41. Vóley: Federación Metropolitana de Vóley
42. Deportes para ciegos: Federación Argentina de Deportes para Ciegos
43. Béisbol: Liga Metropolitana de Béisbol
44. Rugby: Unión de Rugby de Buenos Aires
45. Deportes para parálisis cerebral: Federación Argentina de Deportes para Parálisis Cerebral
46. Skate: Asociación Argentina de Skate
47. Lucha: Federación Argentina de Luchas Asociadas
48. Patín: Federación Porteña de Patín
49. Automovilismo (TC): Asociación de Corredores de Turismo Carretera
50. Surf: Asociación de Surf de Buenos Aires
51. Sumo: Asociación de Sumo Argentina

Carretera
1. Natación: Federación de Natación de Buenos Aires
2. Remo: Asociación Argentina de Remo
3. Deportes para personas con discapacidades mentales: Federación Argentina de Deportes para personas con Discapacidad Mental
4. Pesca deportiva: Federación Metropolitana de Pesca y Lanzamiento
5. Bowling: Federación Metropolitana de Bowling

## Premios Jorge Newbery de Oro
Las siguientes son los ganadores del Premio Jorge Newbery de Oro:
| Premios Jorge Newbery de Oro \| Año \| Deportista(s) \| Descripción \| Deporte \| Logro \| \| ---- \| ------------------------- \| ----------------------------------------- \| ---------------------------- \| -------------------------------------------------------------------------------------------------------- \| \| 2021 \| Juan Samorano[1] \| Taekwondista \| Tae-kwon-do \| Medalla de Bronce en los Juegos Paralímpicos de Tokio 2020. \| \| 2020 \| No entregado \| No entregado \| No entregado \| No entregado \| \| 2019 \| Virginia Bardach \| Nadadora \| Natación femenina \| Medalla de Oro en los Juegos Panamericanos 2019 \| \| 2018 \| Juan Hierrezuelo \| Baloncestista \| Baloncesto 3x3 \| Medalla de Oro en los Juegos Olímpicos de la Juventud 2018 \| \| 2017 \| Anabella Mendoz \| Patinadora \| Patinaje artístico \| Tricampeona mundial en la categoría seniors. \| \| 2016 \| Julián Pinzás \| Karateca \| Karate masculino \| Medalla de Oro en los Juegos Panamericanos 2015. \| \| 2016 \| Alamiro Vaporaki \| Futbolista \| Futsal \| Capitán del equipo campeón de la Copa Mundial de fútbol sala de la FIFA 2016. \| \| 2015 \| Alan Pichot \| Ajedrecista \| Ajedrez \| Campeón Mundial Sub-16 en 2014. \| \| 2014 \| Franco Icasati \| Karateca \| Karate \| Tres veces campeón panamericano en la categoría kumite. \| \| 2013 \| María Belén Pérez Maurice \| Esgrimista \| Esgrima \| Medalla de bronce en el Sudamericano 2012 y única representante de esgrima en los Juegos Olímpicos 2012. \| \| 2012 \| Pilar Geijo \| Nadadora \| Natación \| Bicampeona mundial de aguas abiertas. \| \| 2011 \| Gisela Dulko \| Tenista \| Tenis femenino \| Número 1 del mundo en dobles femenino y WTA Tour Championships 2010 en dobles. \| \| 2010 \| Luciana Aymar \| Jugadora de hockey \| Hockey sobre césped femenino \| Champions Trophy 2009 con Las Leonas y Torneo Metropolitano y Liga Nacional de Hockey con GEBA \| \| 2009 \| Sebastián Baldassarri \| Lanzador de disco \| Atletismo \| Medalla de Plata en los Juegos Paralímpicos de Pekín 2008 \| \| 2008 \| Rodrigo Palacio \| Futbolista \| Fútbol masculino \| Recopa Sudamericana 2008 y Torneo Apertura 2008 \| \| 2007 \| Los Murciélagos \| Selección argentina de fútbol para ciegos \| Fútbol para ciegos masculino \| Bicampeonato mundial (2002-2006) \| \| 2006 \| Fernando Gago \| Futbolista \| Fútbol masculino \| Campeón Mundial Juvenil Sub 20 \| \| 2005 \| Jorge Valdivieso \| Jockey \| Hipismo \| Trayectoria \| \| 2004 \| Omar Narváez \| Boxeador \| Boxeo \| Campeón peso mosca de la OMB \| \| 2003 \| Mariela Antoniska \| Arquera \| Hockey sobre césped femenino \| Campeona mundial con Las Leonas \| |                           |                                           |                              | |
| Año | Deportista(s)             | Descripción                               | Deporte                      | Logro |
| 2021 | Juan Samorano             | Taekwondista                              | Tae-kwon-do                  | Medalla de Bronce en los Juegos Paralímpicos de Tokio 2020.                                              |
| 2020 | No entregado              | No entregado                              | No entregado                 | No entregado                                                                                             |
| 2019 | Virginia Bardach          | Nadadora                                  | Natación femenina            | Medalla de Oro en los Juegos Panamericanos 2019                                                          |
| 2018 | Juan Hierrezuelo          | Baloncestista                             | Baloncesto 3x3               | Medalla de Oro en los Juegos Olímpicos de la Juventud 2018                                               |
| 2017 | Anabella Mendoz           | Patinadora                                | Patinaje artístico           | Tricampeona mundial en la categoría seniors.                                                             |
| 2016 | Julián Pinzás             | Karateca                                  | Karate masculino             | Medalla de Oro en los Juegos Panamericanos 2015.                                                         |
| 2016 | Alamiro Vaporaki          | Futbolista                                | Futsal                       | Capitán del equipo campeón de la Copa Mundial de fútbol sala de la FIFA 2016.                            |
| 2015 | Alan Pichot               | Ajedrecista                               | Ajedrez                      | Campeón Mundial Sub-16 en 2014.                                                                          |
| 2014 | Franco Icasati            | Karateca                                  | Karate                       | Tres veces campeón panamericano en la categoría kumite.                                                  |
| 2013 | María Belén Pérez Maurice | Esgrimista                                | Esgrima                      | Medalla de bronce en el Sudamericano 2012 y única representante de esgrima en los Juegos Olímpicos 2012. |
| 2012 | Pilar Geijo               | Nadadora                                  | Natación                     | Bicampeona mundial de aguas abiertas.                                                                    |
| 2011 | Gisela Dulko              | Tenista                                   | Tenis femenino               | Número 1 del mundo en dobles femenino y WTA Tour Championships 2010 en dobles.                           |
| 2010 | Luciana Aymar             | Jugadora de hockey                        | Hockey sobre césped femenino | Champions Trophy 2009 con Las Leonas y Torneo Metropolitano y Liga Nacional de Hockey con GEBA           |
| 2009 | Sebastián Baldassarri     | Lanzador de disco                         | Atletismo                    | Medalla de Plata en los Juegos Paralímpicos de Pekín 2008                                                |
| 2008 | Rodrigo Palacio           | Futbolista                                | Fútbol masculino             | Recopa Sudamericana 2008 y Torneo Apertura 2008                                                          |
| 2007 | Los Murciélagos           | Selección argentina de fútbol para ciegos | Fútbol para ciegos masculino | Bicampeonato mundial (2002-2006)                                                                         |
| 2006 | Fernando Gago             | Futbolista                                | Fútbol masculino             | Campeón Mundial Juvenil Sub 20                                                                           |
| 2005 | Jorge Valdivieso          | Jockey                                    | Hipismo                      | Trayectoria                                                                                              |
| 2004 | Omar Narváez              | Boxeador                                  | Boxeo                        | Campeón peso mosca de la OMB                                                                             |
| 2003 | Mariela Antoniska         | Arquera                                   | Hockey sobre césped femenino | Campeona mundial con Las Leonas                                                                          |